# Stary Zamość (gmina)
Pour les articles homonymes, voir Stary Zamość.
Stary Zamość est une gmina rurale (gmina wiejska) du powiat de Zamość, dans la Voïvodie de Lublin, dans l'est de la Pologne.
Son siège administratif (chef-lieu) est le village de Stary Zamość, qui se situe environ 11 kilomètres (km) au nord-ouest de Zamość (siège du powiat) et 65 kilomètres au sud-est de la capitale régionale Lublin (capitale de la voïvodie).
La gmina couvre une superficie de 97,19 km2 pour une population de 5 456 habitants en 2006.

## Histoire
De 1975 à 1998, la gmina est attachée administrativement à l'ancienne voïvodie de Zamość.

Depuis 1999, elle fait partie de la nouvelle voïvodie de Lublin.

## Géographie
La gmina inclut les villages (sołectwa) de:
- Bezednia
- Borowina
- Chomęciska Duże
- Chomęciska Duże-Kolonia
- Chomęciska Małe
- Doły
- Koniec
- Krasne
- Majdan Sitaniecki
- Nowa Wieś
- Podkrasne
- Podstary Zamość
- Stary Zamość
- Udrycze
- Udrycze-Kolonia
- Wisłowiec

### Gminy voisines
La gmina de Stary Zamość est voisine des gminy de
- Izbica
- Nielisz
- Skierbieszów
- Zamość

## Structure du terrain
D'après les données de 2002, la superficie de la commune de Stary Zamość est de 97,19 kilomètres carrés, répartis comme telle :
- terres agricoles : 75 %
- forêts : 19 %

La commune représente 5,19 % de la superficie du powiat.

## Démographie
Données du 31 décembre 2011:
| Description        | Total  | Total | Femmes | Femmes | Hommes | Hommes |
| ------------------ | ------ | ----- | ------ | ------ | ------ | ------ |
| Unité              | Nombre | %     | Nombre | %      | Nombre | %      |
| Population         | 5 413  | 100   | 2 765  | 50,2   | 2 739  | 49,8   |
| Densité (hab./km²) | 56,6   | 56,6  | 28,4   | 28,4   | 28,2   | 28,2   |